# Out-of-place-Algorithmus
Ein Algorithmus arbeitet out-of-place, wenn die Ausgabedaten gesondert gespeichert und nicht die Eingabedaten damit überschrieben werden. Algorithmen, die direkt auf den Eingabedaten arbeiten und diese modifizieren, arbeiten in-place.
Durch mehr vollständige oder teilweise Speicherrepräsentationen der zu bearbeitenden Daten verbraucht ein Out-of-Place-Algorithmus normalerweise mehr Arbeitsspeicher als ein In-Place-Algorithmus.
Beispiele für einen solchen Algorithmus bilden Bucketsort oder Mergesort. Bei letzterem wird zusätzlicher Speicherplatz benötigt, um die neuen geteilten Listen zu sichern.